# Kościół Najświętszego Serca Pana Jezusa w Łobzie
Kościół Najświętszego Serca Pana Jezusa w Łobzie – rzymskokatolicki kościół parafialny w Łobzie, w województwie zachodniopomorskim. Należy do dekanatu Łobez.
Świątynia została ufundowana w XV stuleciu przez ród Borków. Kiedy po sejmiku trzebiatowskim (1534 r.) protestanci objęli we władanie kościół, Faustyna Bork zbudowała poza murami Łobza kaplicę dla katolików. Przez stulecia istnienia świątynia nękana była pożarami. Po jednym z nich budowla była remontowana w latach 1829-1831. Wtedy to do korpusu nawowego od zachodu została w 1831 roku dobudowana trójkondygnacyjna wieża z głazów narzutowych, w stylu neogotyckim zakończona ośmiobocznym hełmem.
Po zniszczeniach II wojny światowej budowla odbudowana została w 1949 roku dzięki osobistemu zaangażowaniu księdza proboszcza Władysława Farona. Poświęcona na potrzeby kultu katolickiego w dniu 8 października 1948 roku przez księdza Franciszka Okońskiego. W latach 1972–1974 kościół został zregotyzowany i zmodernizowany. W prezbiterium znajduje się pięć współczesnych witraży (od lewej: bł. Celestyna Faron, św. Jan Paweł II, Jezus Ukrzyżowany (nad tabernakulum), św. Faustyna, bł. ks. Michał Sopoćko) i cztery sceny biblijne w technice sgraffito (fresk). Pod oknami nawy głównej z obu jej stron widnieją freski z 1969 r. (odnowione w 2001 r.) przedstawiające sceny z Nowego Testamentu. W kościele są relikwie błogosławionej Faustyny i Jana Pawła II, który w roku 1962 był na krótko w Łobzie i nawiedził świątynię podczas spływu kajakowego. Wysoko nad łukiem tęczowym umieszczony jest średniowieczny krucyfiks, cudownie odnaleziony podczas odbudowy świątyni.

## Galeria „Kościół pw. Najświętszego Serca Pana Jezusa”

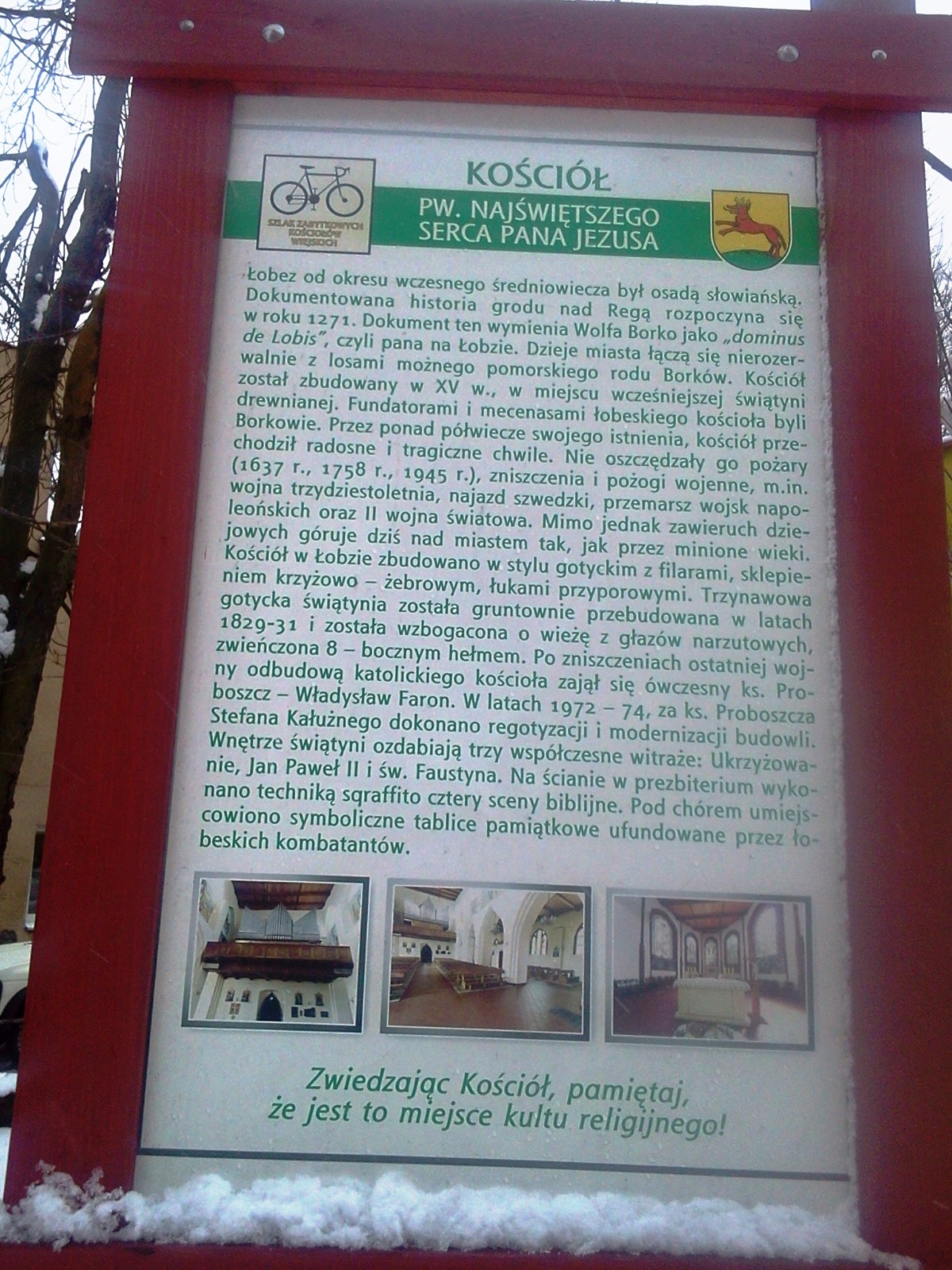
Tablica informacyjna przy kościele
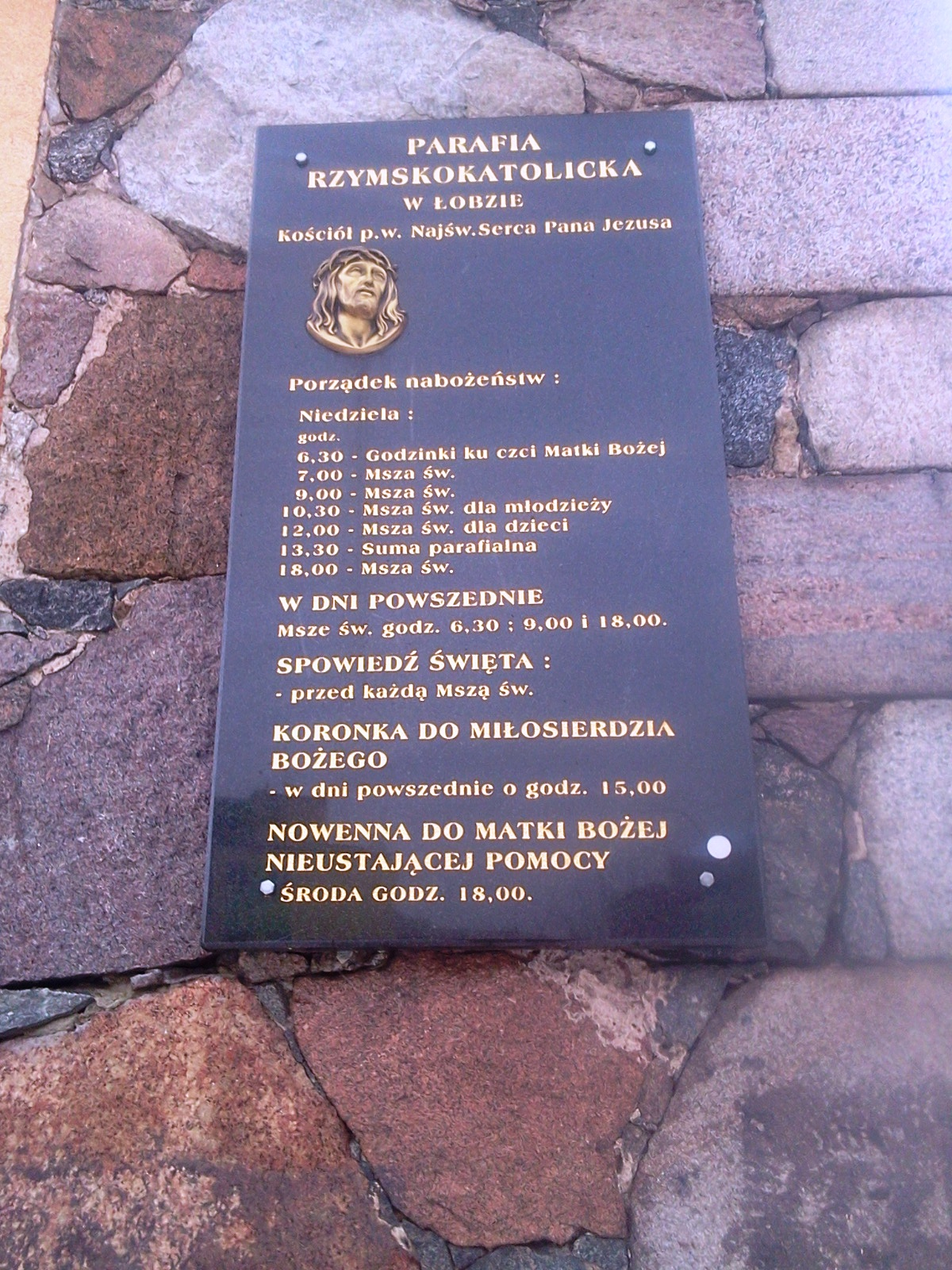
Szyld kościoła
Portal główny na wieży kościoła – wejście główne
Portal nad drzwiami do nawy bocznej – wejście boczne
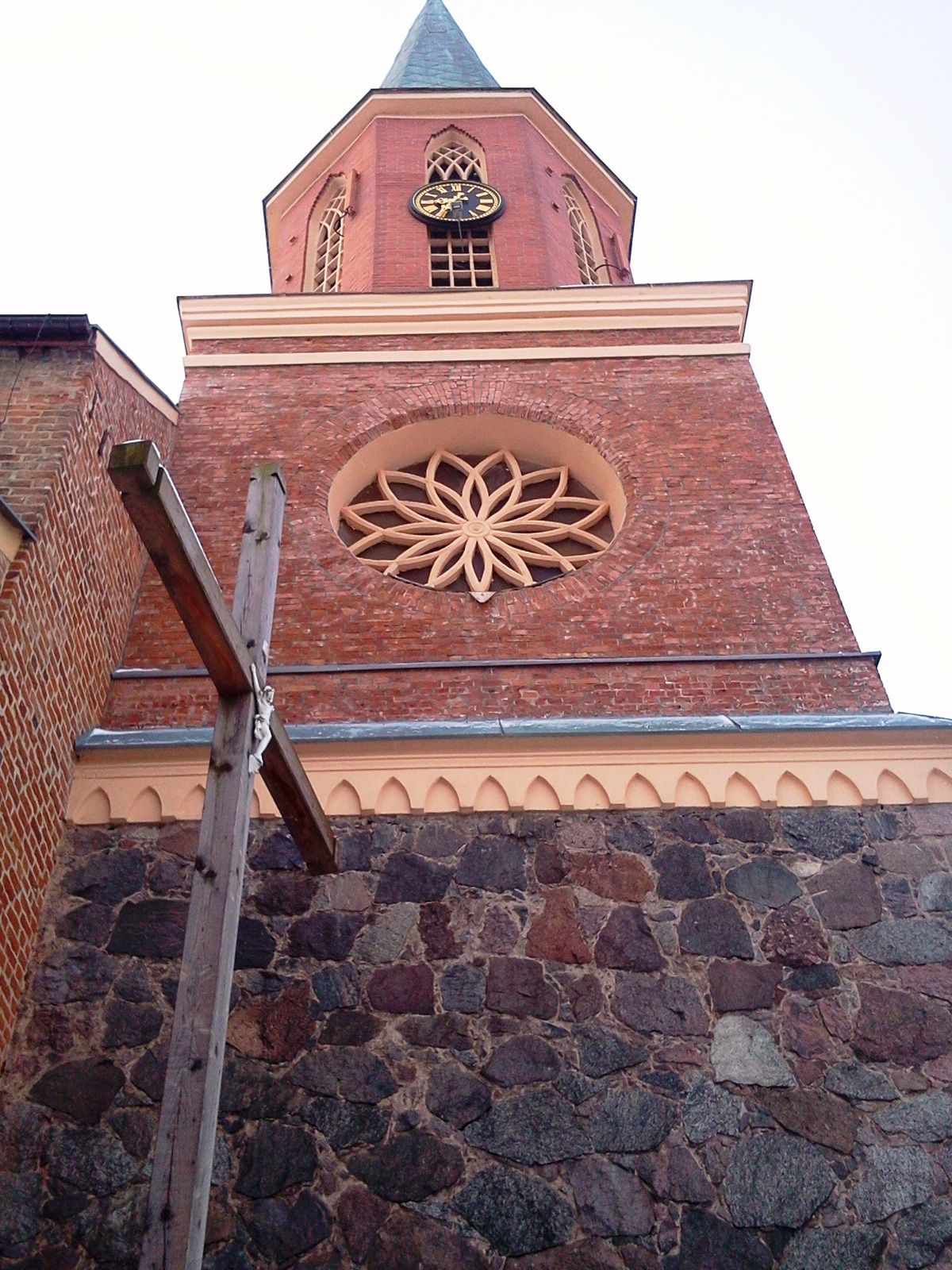
Gzyms, rozeta, okna z maswerkiem i zegar z kurantem na wieży kościoła
Okno gotyckie (ostre łuki) większe (witrażowe) bez wypełnienia za prezbiterium
Gotyckie okno (mniejsze) nawy bocznej. Posiada maswerk
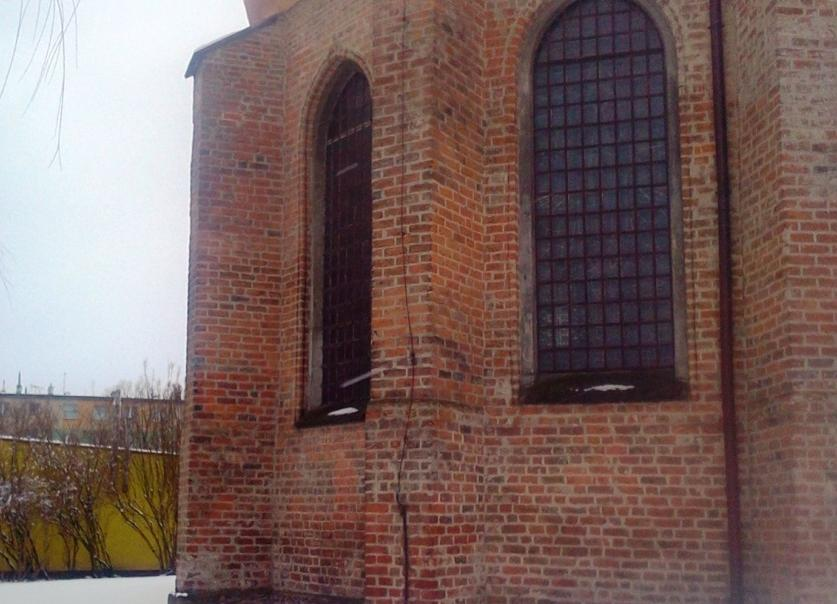
Pilaster na ścianie za apsydą
Dachy kościoła – nawy – dach czterospadowy, prezbiterium - dach wielospadowy
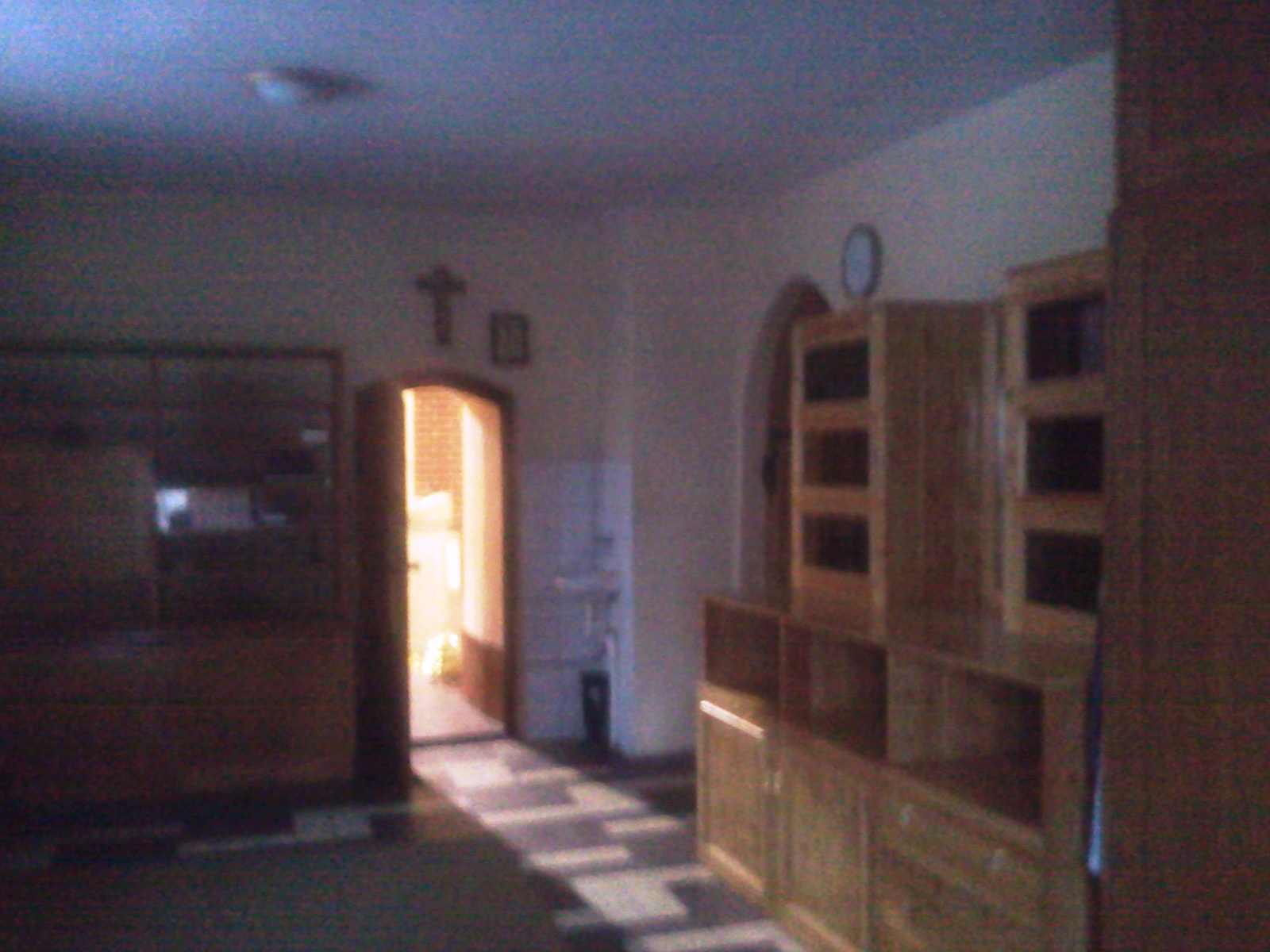
Zakrystia i jednocześnie w tym kościele kruchta
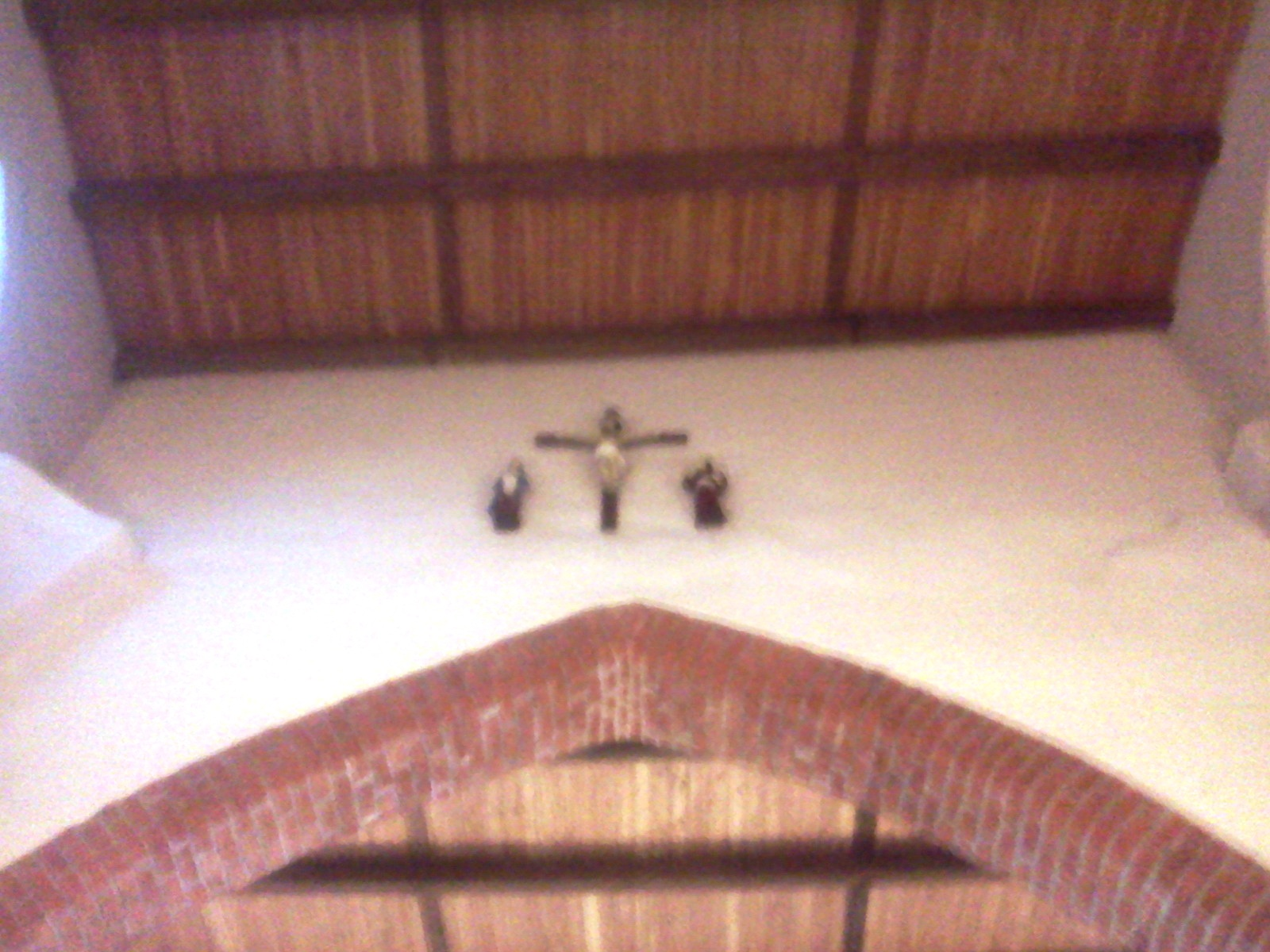
Średniowieczny krucyfiks na łuku tęczowym
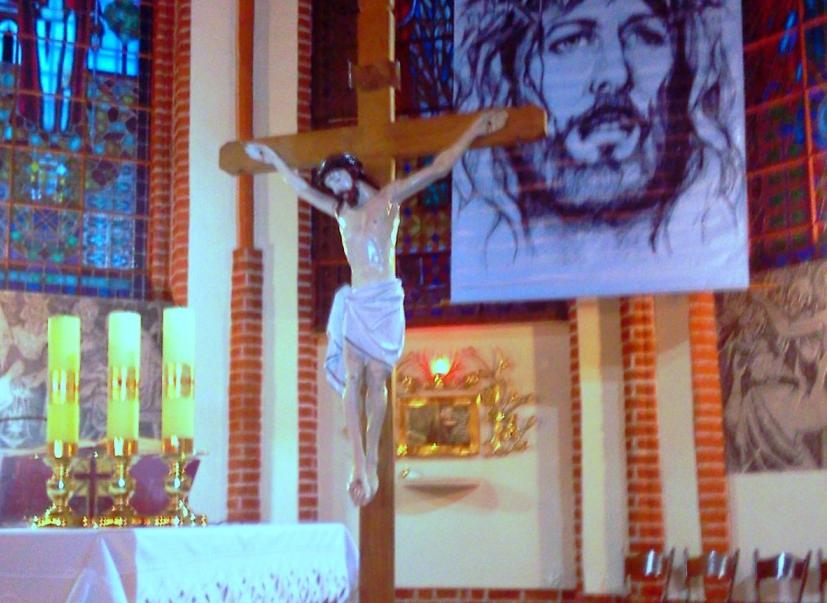
„Jezus na Krzyżu” przy ołtarzu głównym w głębi - tabernakulum i witraż
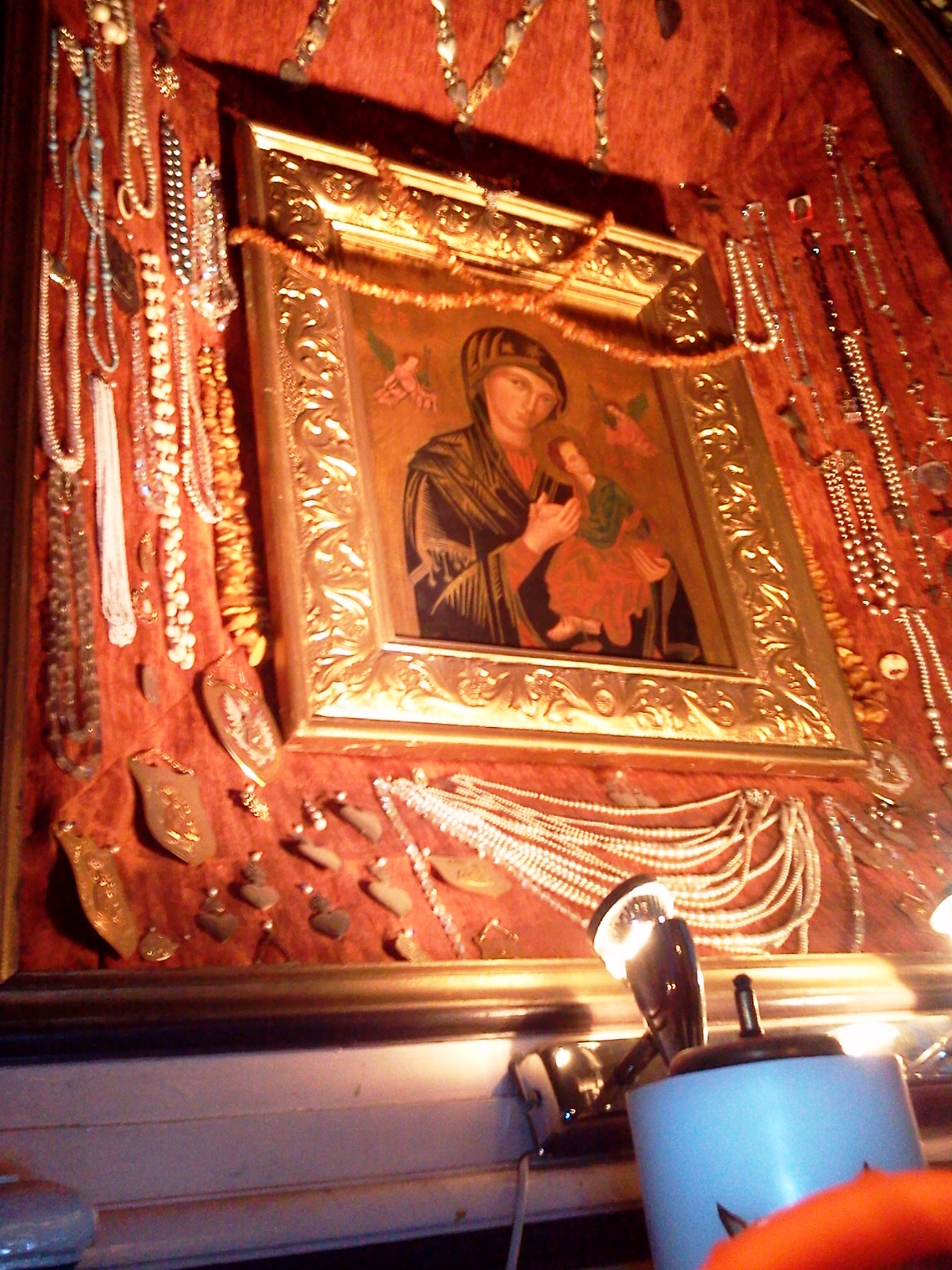
Ołtarz boczny z wotami
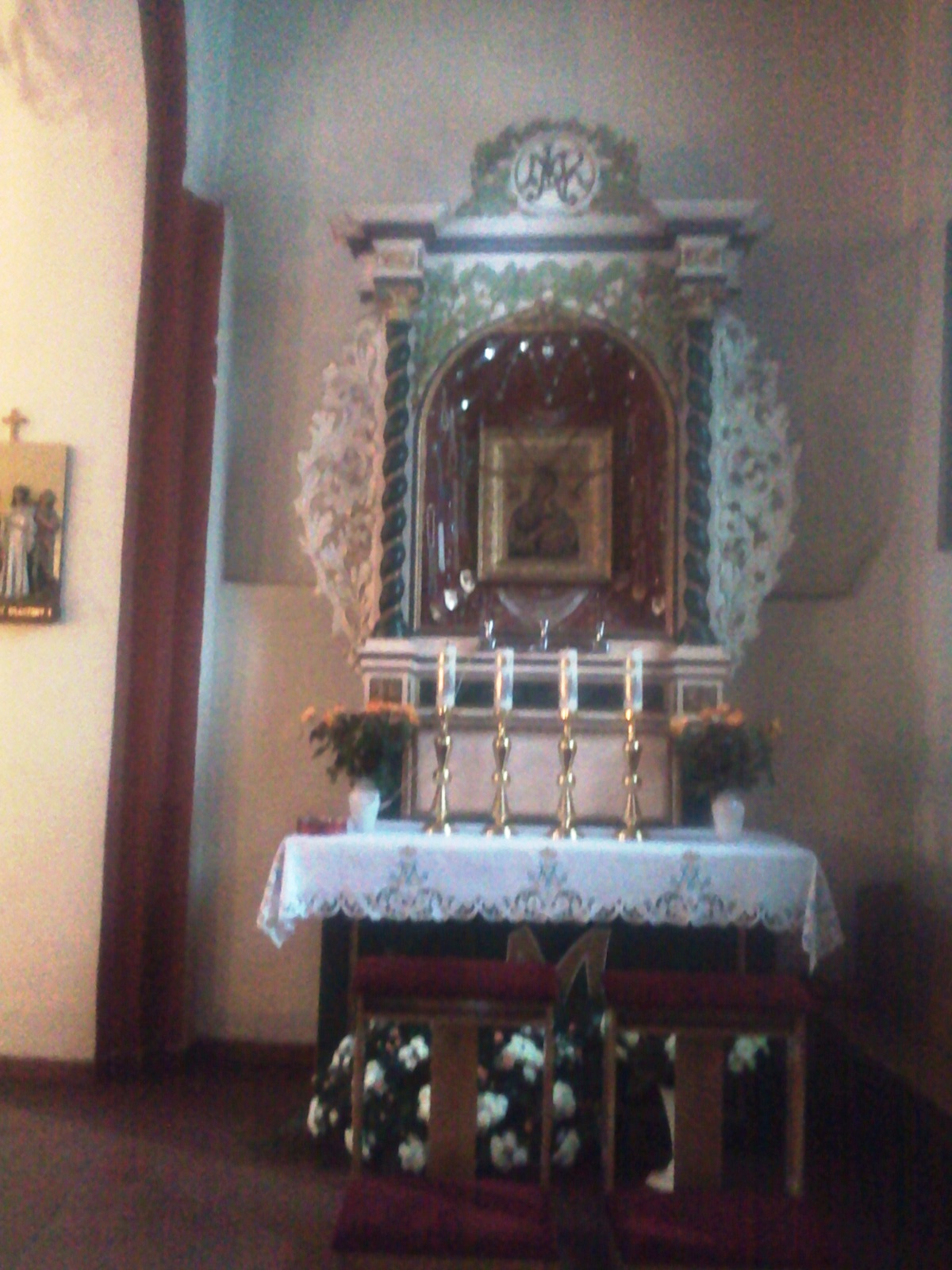
Ołtarz boczny
Chrzcielnica i ambona
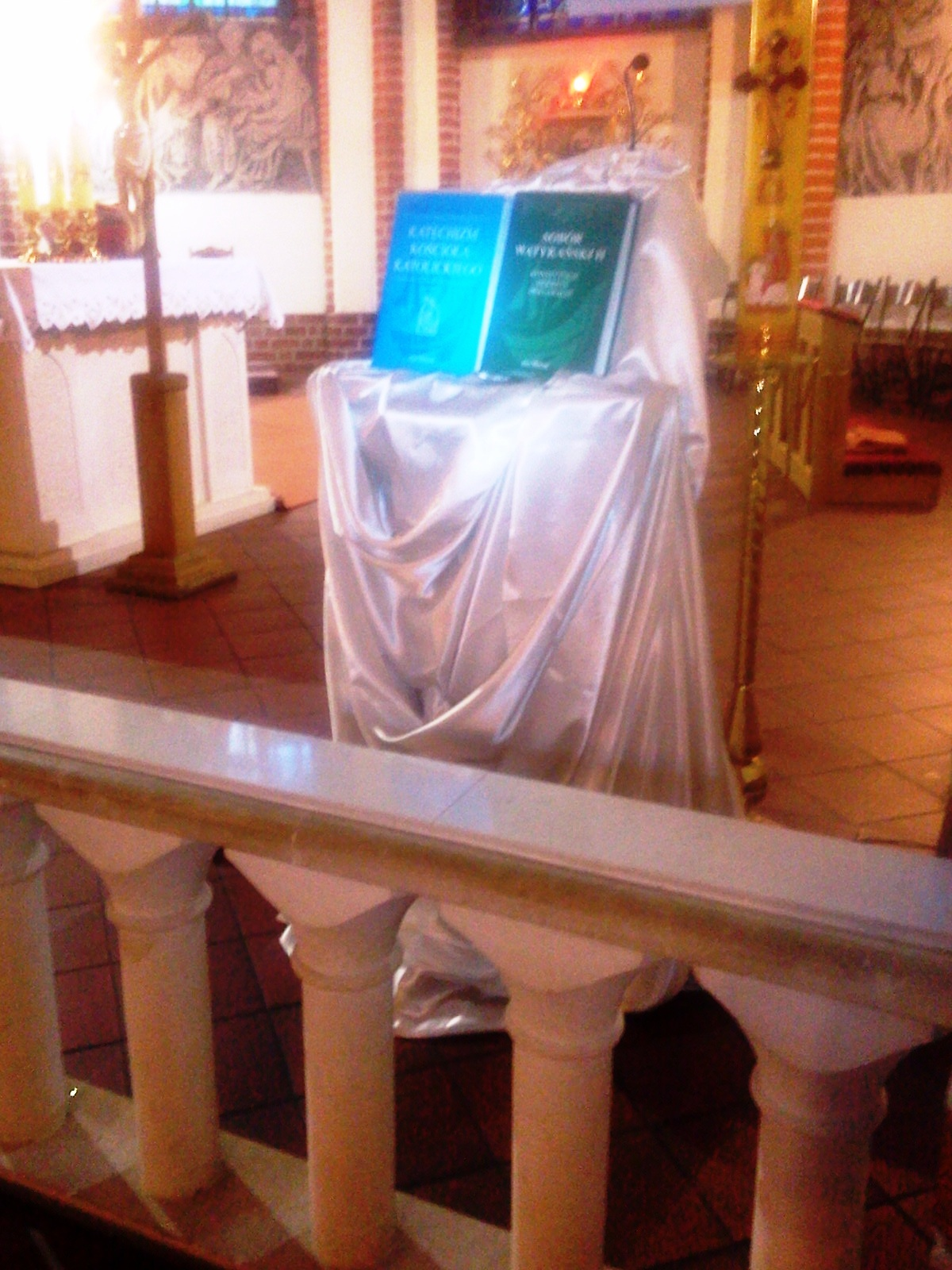
Balustrada oddzielająca nawę główną od prezbiterium w głębi witraż
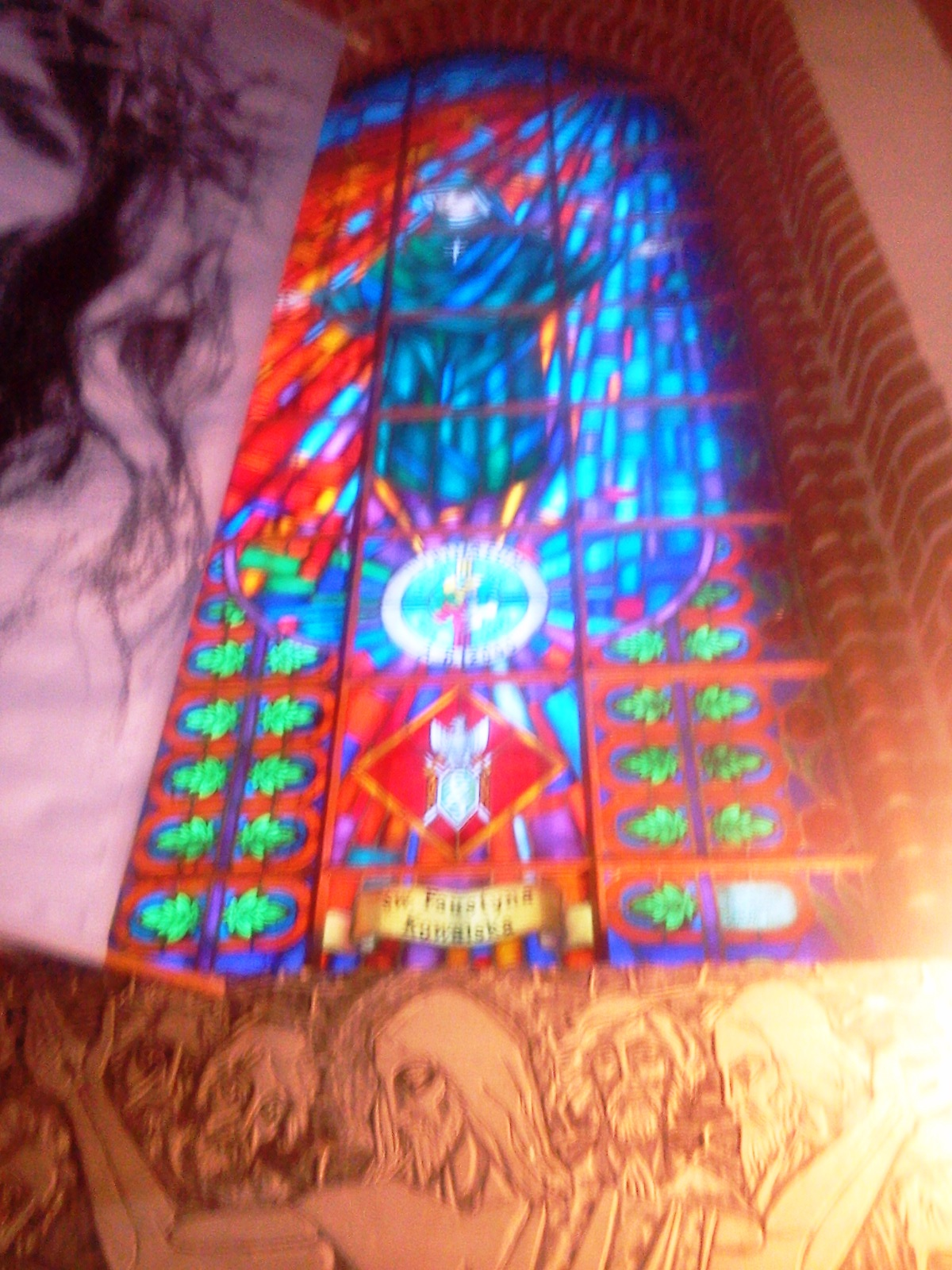
Witraż w kościele w Łobzie
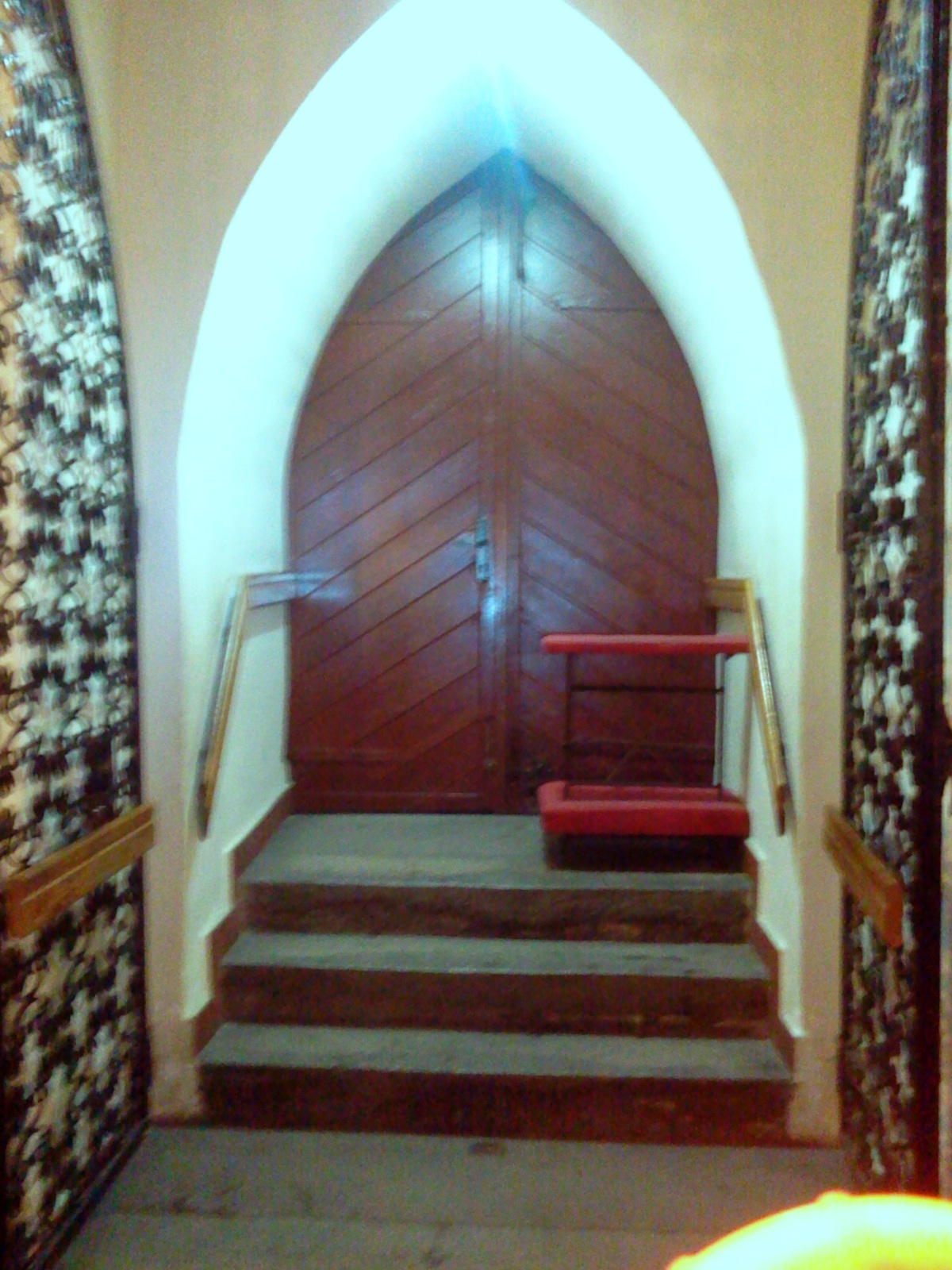
Oryginalne zejście po schodkach z przedsionka do nawy głównej. Drzwi wzmocnione kratą
Organy kościelne
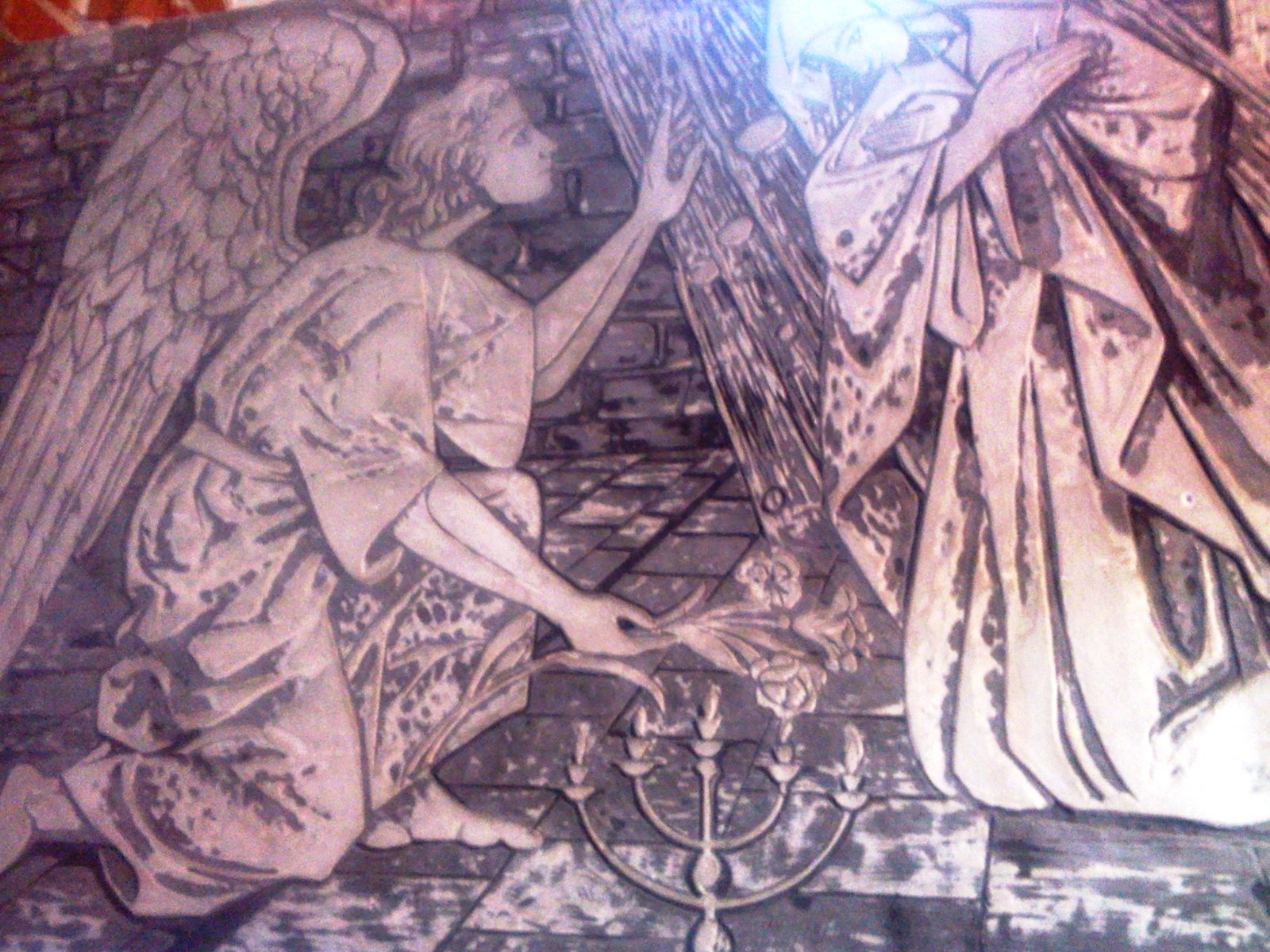
Fresk (malarstwo ścienne) techniką sgraffito – zdrapywanie warstw mokrego tynku. Widoczna faktura dzieła.
Powiększony fragment fresku techniką sgraffito - widoczne dwie warstwy tynku i ślady po dłutach
Freski nawy głównej i drewniany strop nawy głównej
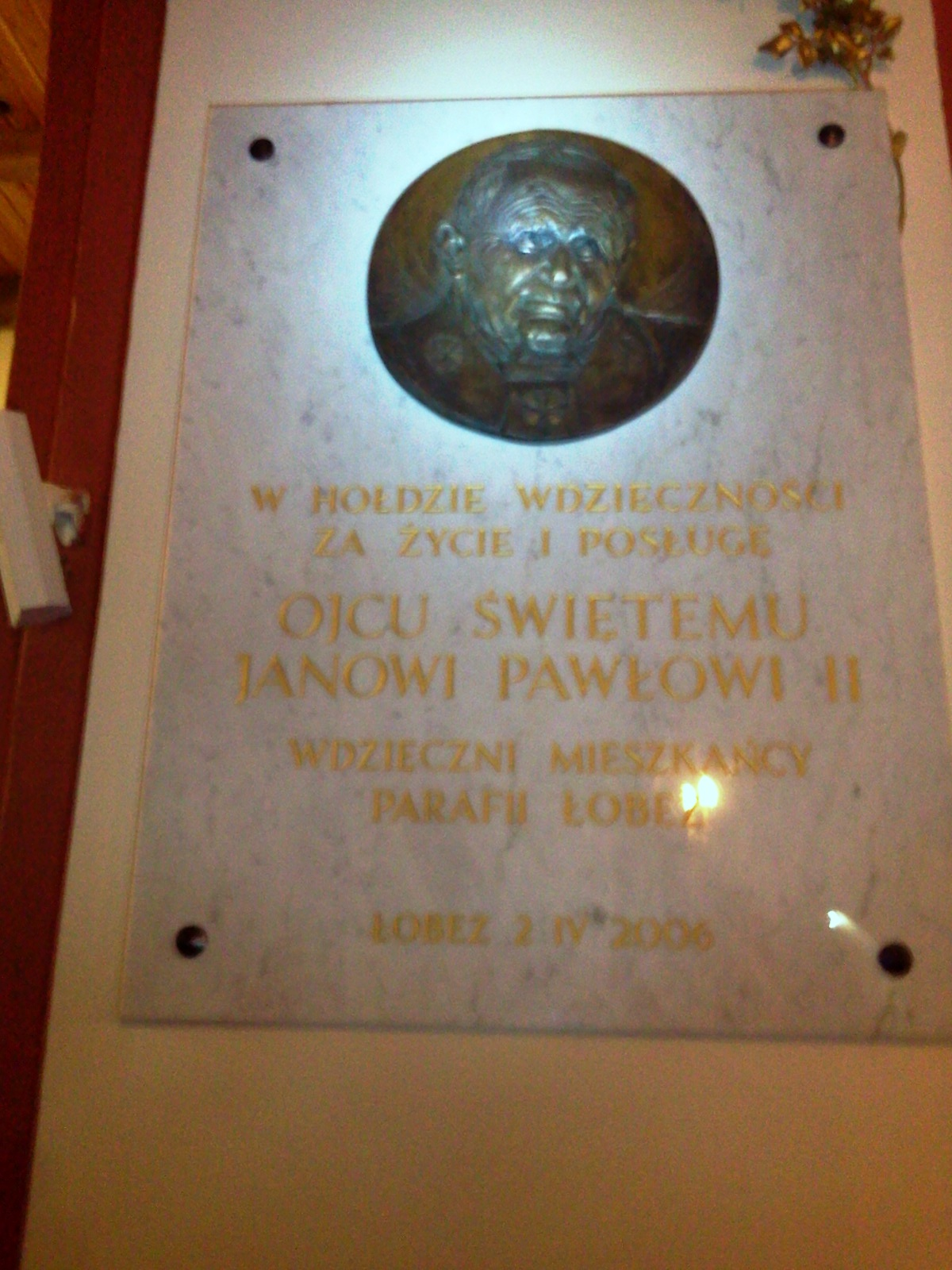
Tablica Jana Pawła II na jednym z filarów
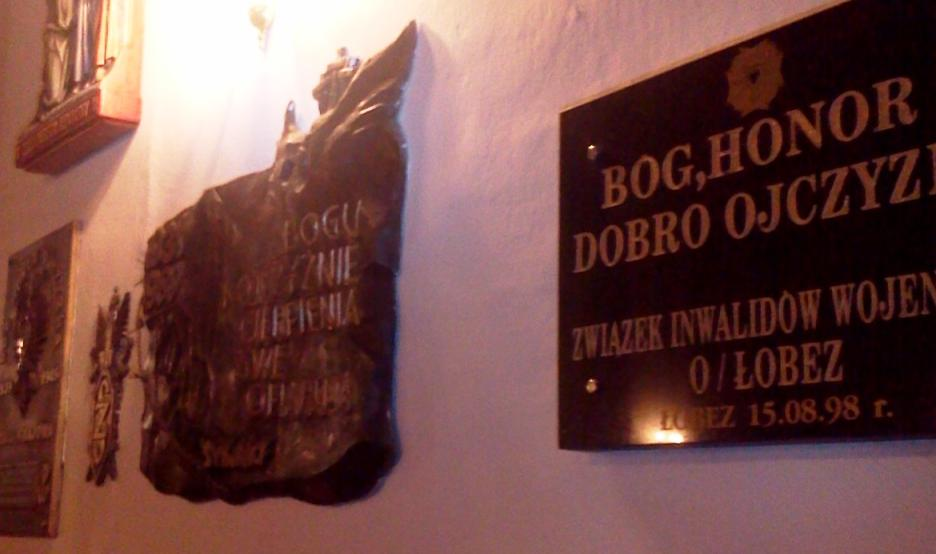
Widok na tablice pod emporą